# Sury-aux-Bois
Sury-aux-Bois est une commune française située dans le département du Loiret en région Centre-Val de Loire.

## Géographie

### Localisation
La commune de Sury-aux-Bois se trouve dans le centre du département du Loiret, dans la région agricole de l'Orléanais et l'aire urbaine d'Orléans.  À vol d'oiseau, elle se situe à 33,1 km  d'Orléans, préfecture du département, et à 14,3 km de Châteauneuf-sur-Loire, ancien chef-lieu du canton dont dépendait la commune avant mars 2015. La commune fait partie du bassin de vie de Bellegarde - Quiers-sur-Bezonde dont elle est éloignée de 8,0 km.
Les communes les plus proches sont : Combreux (2,9 km), Nesploy (3,6 km), Seichebrières (5,3 km), Nibelle (6,3 km), Vitry-aux-Loges (6,3 km), Châtenoy (6,7 km), Montliard (7,2 km), Bellegarde (8 km), Quiers-sur-Bezonde (8,1 km) et Boiscommun (8,4 km).

### Géologie et relief

#### Géologie
La commune se situe dans le sud du Bassin parisien, le plus grand des trois bassins sédimentaires français. Cette vaste dépression, occupée dans le passé par des mers peu profondes et des lacs, a été comblée, au fur et à mesure que son socle s’affaissait, par des sables et des argiles, issus de l’érosion des reliefs alentours, ainsi que des calcaires d’origine biologique, formant ainsi une succession de couches géologiques.
Les couches affleurantes sur le territoire communal sont constituées de formations superficielles du Quaternaire et de roches sédimentaires datant du Cénozoïque, l'ère géologique la plus récente sur l'échelle des temps géologiques, débutant il y a 66 millions d'années. La formation la plus ancienne est de la marne de Blamont remontant à l’époque Miocène de la période Néogène. La formation la plus récente est des dépôts anthropiques remontant à l’époque Holocène de la période Quaternaire. Le descriptif de ces couches est détaillé dans la feuille « no 364 - Bellegarde-du-Loiret » de la carte géologique au 1/50 000ème du département du Loiret, et sa notice associée.

Carte géologique de la commune.

|  | X :  | dépôts anthropiques                                               |
|  | FC : | alluvions et colluvions du fond des vallées secondaires, Holocène |

|  | qN : | sables et galets éoliens, Quaternaire |

|  | m3-p1SASo : | sables et argiles de Sologne, Langhien supérieur à Pliocène inférieur |
|  | m2MSO :     | marnes et sables de l'Orléanais, Burdigalien                          |
|  | m1MBl :     | marne de Blamont, Aquitanien                                          |

#### Relief
La superficie cadastrale de la commune publiée par l’Insee, qui sert de références dans toutes les statistiques, est de 38 km2,. La superficie géographique, issue de la BD Topo, composante du Référentiel à grande échelle produit par l'IGN, est quant à elle de 37,77 km2. L'altitude du territoire varie entre 109 m et 160 m.

### Hydrographie
La commune est traversée par le Canal d'Orléans (7,338 km). Le réseau hydrographique communal, d'une longueur totale de 42,49 km, comprend un autre cours d'eau notable, le ruisseau de la Motte Bucy (8,592 km), et divers petits cours d'eau dont le ruisseau de la Guyardmaison (3,447 km), le canal 01 de la Croix Saint-Jacques (0,713 km), le fossé 01 de la Bourgeoisière (3,459 km), le fossé 01 de la Roisie (1,507 km), le fossé 01 des Cochards (0,478 km), le fossé 01 de Sèchemotte (0,502 km), le fossé 01 du Bourg Neuf (2,226 km), le fossé 01 du Gué Boyer (1,322 km), le fossé 02 de la Toisière (1,866 km), le fossé 02 du Mauvais Crot (1,199 km), la Rabionne (2,876 km), le canal 01 de la Commune de Sury-aux-Bois (0,15 km), le canal 01 de la Séverie (0,755 km) et le canal 01 des Fourches (0,34 km).
Le canal d’Orléans court sur 78,65 kilomètres entre Orléans, où il débouche dans la Loire et Châlette-sur-Loing, où il rejoint le canal du Loing et le canal de Briare au niveau du bief de Buges. La commune de Sury-aux-Bois est traversée par le bief de partage. Ce dernier constitue le point le plus haut du canal. De son extrémité ouest, l’écluse de Combreux, les embarcations pouvaient rejoindre la Loire à Orléans par un parcours de 31,8 km présentant une dénivelée de 28,83 m. De son extrémité est, elles pouvaient rejoindre le Loing par un parcours de 27,9 km et une dénivelée de 41,31 m. Le canal est en plein essor de 1692 à 1793. De 1 500 à 2 000 bateaux remontent chaque année la Loire depuis Nantes pour gagner Paris. Mais avec la concurrence du rail, le trafic diminue puis disparaît complètement au début du 20e siècle. Le canal est déclassé en 1954 des voies navigables et entre dans le domaine privé de l’État.
Le Ruisseau de la Motte Bucy, d'une longueur totale de 14,8 km, prend sa source dans la commune de Nibelle et se jette dans le Huillard à Auvilliers-en-Gâtinais, après avoir traversé 5 communes. Sur le plan piscicole, le Ruisseau de la Motte Bucy est classé en deuxième catégorie piscicole. L'espèce biologique dominante est constituée essentiellement de poissons blancs (cyprinidés) et de carnassiers (brochet, sandre et perche).
L'étang de la Noue-Mazone (35,37 ha) complète le réseau hydrographique de la commune et alimente le canal d'Orléans.

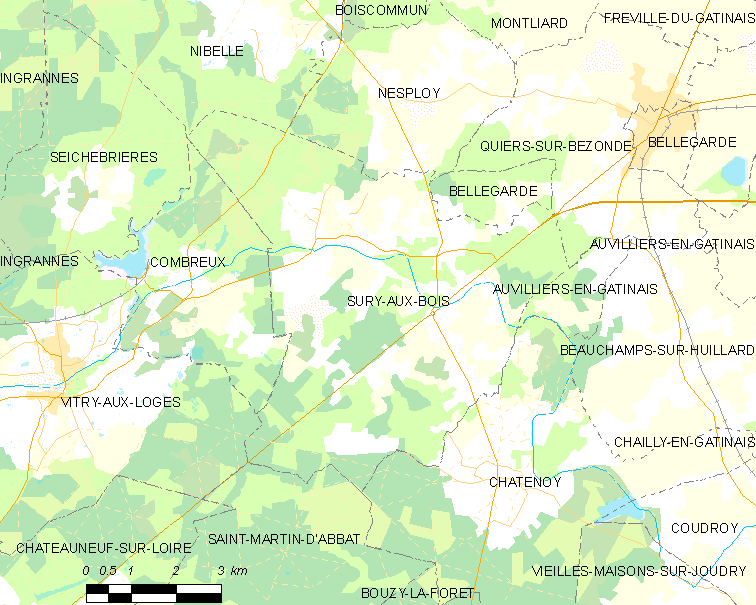
Carte de la commune de Sury-aux-Bois et des communes limitrophes.
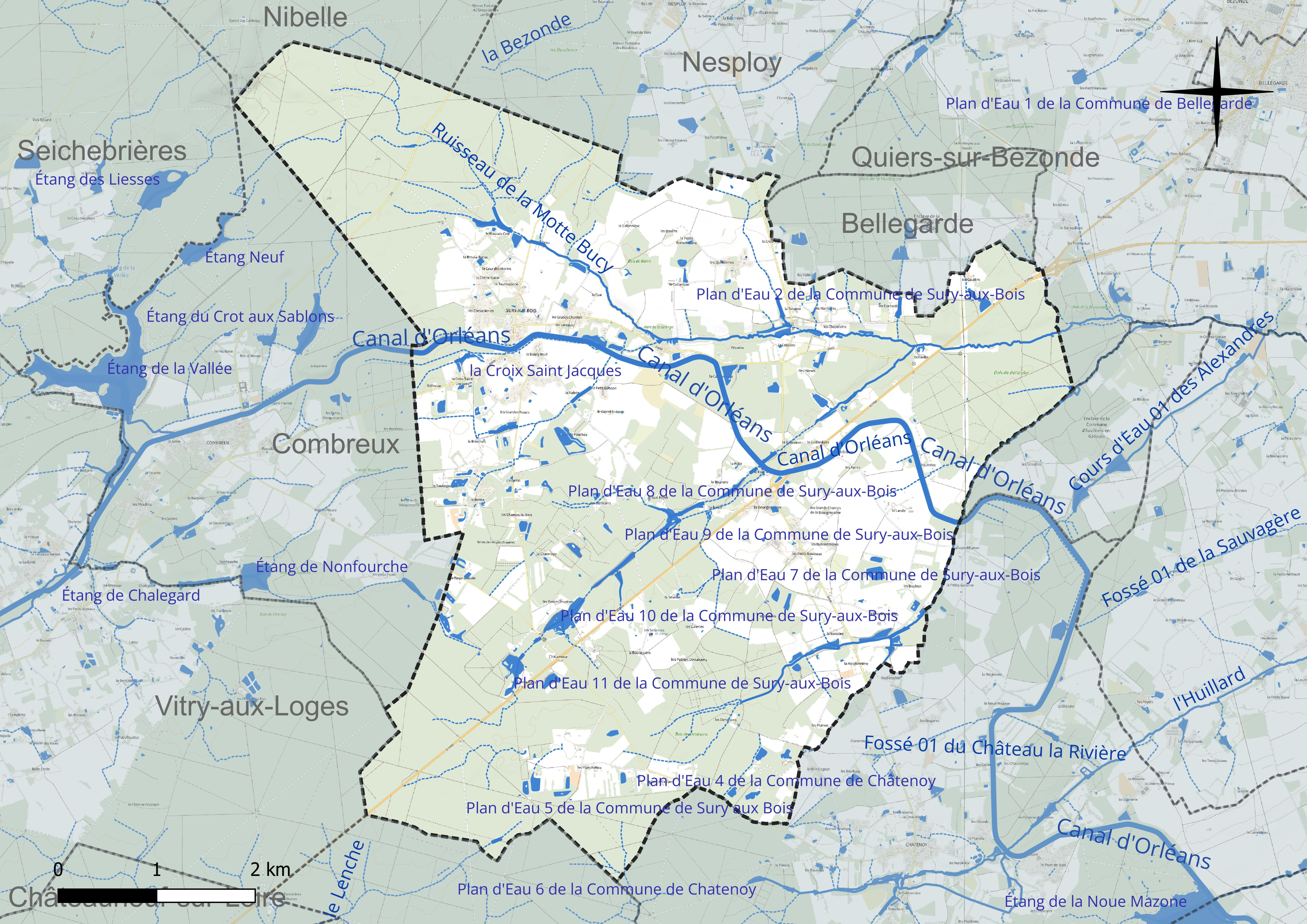
Réseau hydrographique de Sury-aux-Bois.
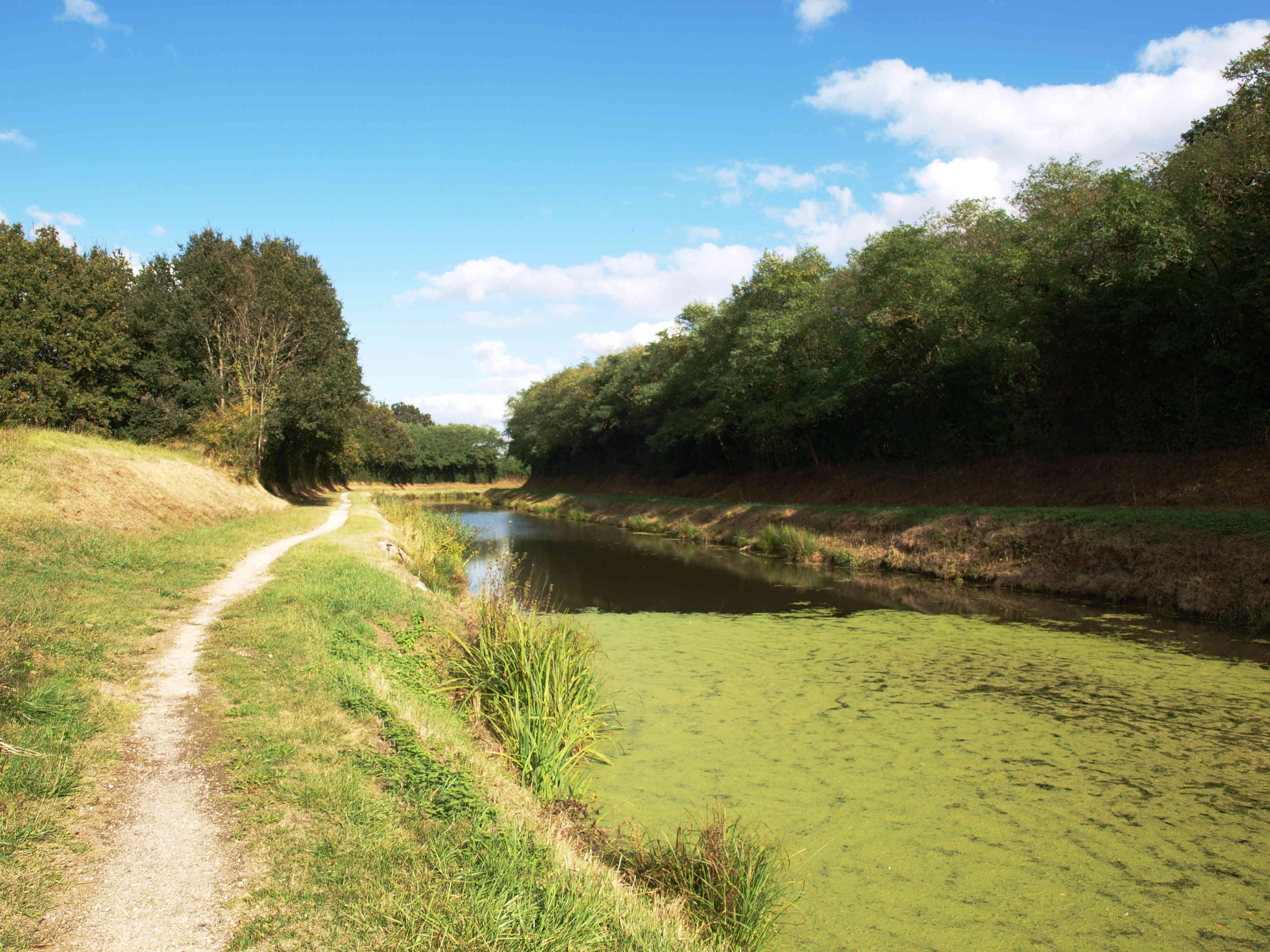
Le canal d'Orléans à Sury-aux-Bois.

## Histoire

### Climat
Pour des articles plus généraux, voir Climat du Centre-Val de Loire et Climat du Loiret.
En 2010, le climat de la commune est de type climat océanique dégradé des plaines du Centre et du Nord, selon une étude du CNRS s'appuyant sur une série de données couvrant la période 1971-2000. En 2020, Météo-France publie une typologie des climats de la France métropolitaine dans laquelle la commune est exposée à un climat océanique altéré et est dans une zone de transition entre les régions climatiques « Sud-ouest du bassin Parisien » et « Moyenne vallée de la Loire ».
Pour la période 1971-2000, la température annuelle moyenne est de 10,7 °C, avec une amplitude thermique annuelle de 15,6 °C. Le cumul annuel moyen de précipitations est de 694 mm, avec 11,1 jours de précipitations en janvier et 7,2 jours en juillet. Pour la période 1991-2020, la température moyenne annuelle observée sur la station météorologique de Météo-France la plus proche, sur la commune de Ladon à 15 km à vol d'oiseau, est de 11,7 °C et le cumul annuel moyen de précipitations est de 685,3 mm,. Pour l'avenir, les paramètres climatiques de la commune estimés pour 2050 selon différents scénarios d'émission de gaz à effet de serre sont consultables sur un site dédié publié par Météo-France en novembre 2022.

## Urbanisme

### Typologie
Au 1er janvier 2024, Sury-aux-Bois est catégorisée commune rurale à habitat dispersé, selon la nouvelle grille communale de densité à sept niveaux définie par l'Insee en 2022.
Elle est située hors unité urbaine. Par ailleurs la commune fait partie de l'aire d'attraction d'Orléans, dont elle est une commune de la couronne,. Cette aire, qui regroupe 136 communes, est catégorisée dans les aires de 200 000 à moins de 700 000 habitants,.

### Occupation des sols
L'occupation des sols de la commune, telle qu'elle ressort de la base de données européenne d’occupation biophysique des sols Corine Land Cover (CLC), est marquée par l'importance des forêts et milieux semi-naturels (55,5 % en 2018), en augmentation par rapport à 1990 (54,1 %). La répartition détaillée en 2018 est la suivante :
forêts (53,3 %), prairies (23,9 %), terres arables (15,7 %), zones agricoles hétérogènes (2,9 %), milieux à végétation arbustive et/ou herbacée (2,2 %), zones urbanisées (2 %).
L'évolution de l’occupation des sols de la commune et de ses infrastructures peut être observée sur les différentes représentations cartographiques du territoire : la carte de Cassini (XVIIIe siècle), la carte d'état-major (1820-1866) et les cartes ou photos aériennes de l'IGN pour la période actuelle (1950 à aujourd'hui).

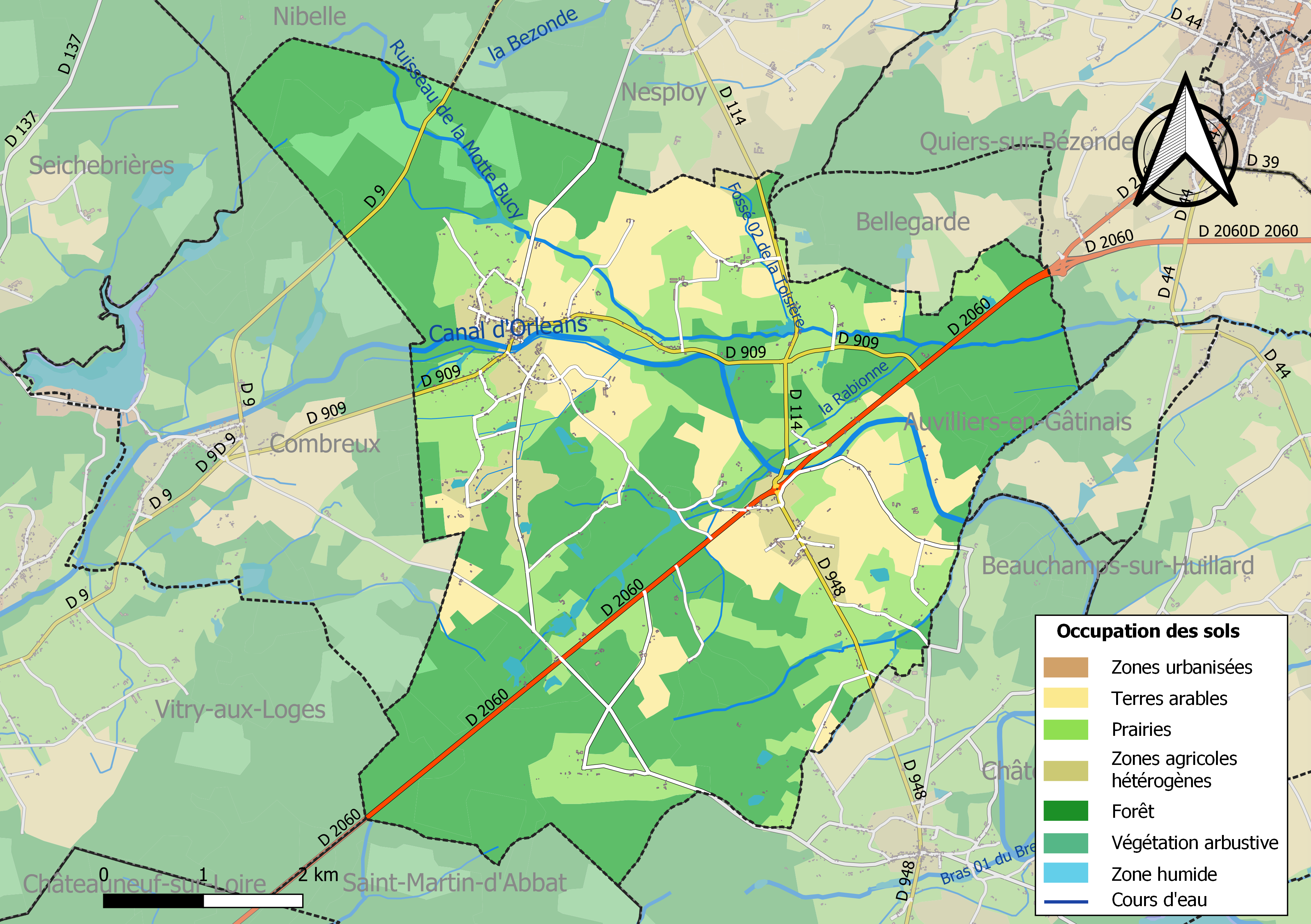
Carte des infrastructures et de l'occupation des sols de la commune en 2018 (CLC).
Carte orthophotographique de la commune en 2016.

### Planification

#### Plan local d'urbanisme
La commune prescrit l'élaboration d'un plan d'occupation des sols en octobre 1971. Le document est approuvé en juillet 1978 puis révisé en mars 1987. La loi relative à la solidarité et au renouvellement urbains du 13 décembre 2000, dite loi SRU, complétée par la loi urbanisme et habitat du 2 juillet 2003, marque une évolution de la planification urbaine en créant notamment les plans locaux d’urbanisme (PLU), vecteurs de projets de territoire, appelés à se substituer progressivement aux plans d’occupation des sols. Le PLU contient deux éléments nouveaux par rapport au POS : le plan d'aménagement et de développement durable (PADD), qui exprime le projet de la ville par des orientations générales en matière d'urbanisme, de développement, d'équipement et de préservation de l'environnement et les orientations d'aménagement et de programmation (OAP) qui correspondent à des zooms qui peuvent porter sur des quartiers ou secteurs à mettre en valeur, réhabiliter, restructurer ou aménager, ou sur l'aménagement d'un espace public, etc. Dans ce cadre le conseil municipal prescrit la révision du Plan
d’occupation des sols et sa transformation en plan local d'urbanisme le 16 janvier 2004. Après une enquête publique qui se déroule en juillet 2006, le document est approuvé le 20 octobre 2006,.

#### Documents d'orientations intercommunaux
La commune est membre du pays Forêt d'Orléans - Val de Loire, qui regroupe 32 communes. En 2012 les Pays Forêt d'Orléans Val de Loire, Loire Beauce et Sologne Val-sud sont les seuls territoires du département du Loiret ne disposant pas de schéma de cohérence territoriale (SCoT). Compte tenu de l'intérêt de cet outil pour l'avenir des territoires, les élus de ces pays décident d'engager une démarche commune d'élaboration de SCoT. Le comité syndical du Pays Forêt d'Orléans - Val de Loire décide de prendre le 8 octobre 2015 la compétence « Elaboration, gestion et suivi du Schéma de Cohérence Territoriale » et, après avis favorable conforme des différentes communes membres (le 20 novembre 2015 pour Sury-aux-Bois), le préfet approuve la modification des statuts en ce sens le 19 février 2016. Les trois SCoT sont lancés officiellement et simultanément à La Ferté-Saint-Aubin le 21 juin 2014, l'assistance à maîtrise d'ouvrage étant confiée à un seul bureau d'études. Après étude et concertation de 2014 à 2017, le document doit être approuvé en 2018.

### Voies de communication et transports

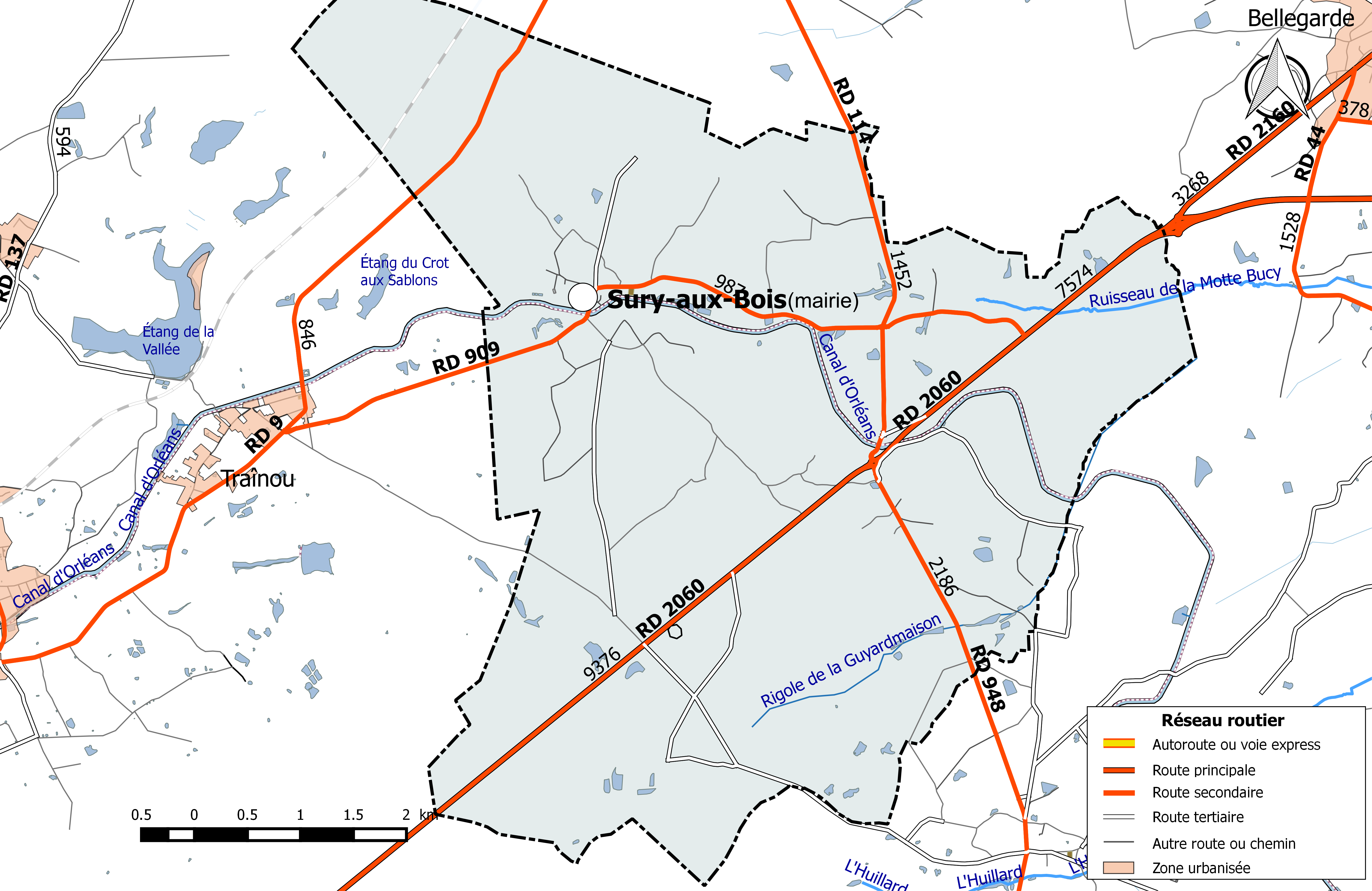
Réseau routier principal de la commune de Sury-aux-Bois (avec indication du trafic routier 2014).

#### Infrastructures routières
La commune est traversée par cinq routes départementales : la RD 2060, la RD 948, la RD 909, la RD 114 et la RD 9.
La RD 2060 traverse la commune du sud-ouest vers le nord-ouest. Il s'agit de l'ancienne RN 60 qui, à sa création, en 1824, succède à la Route impériale 172 et relie Briare à Angers par la rive droite de la Loire.  En 2005, elle est déclassée dans sa totalité et transférée au département du Loiret par arrêté préfectoral du 22 décembre 2005, consécutivement au décret du 5 décembre 2005 qui définit la nouvelle consistance du réseau routier national et qui prévoit de maintenir dans le réseau routier national un nombre restreint de routes nationales. Elle est classée route à grande circulation et supporte en 2014, dans la section traversant la commune, un trafic de 9 376 véhicules/jour.
La RD 948 constitue la deuxième artère principale de la commune, la traversant dans le sens nord-sud et croisant la RD 2060 au niveau du carrefour du pont des Besniers. Il s'agit de l'ancienne RN 448, créée en 1933 et définie comme la route de Villeneuve-Saint-Georges à Argent-sur-Sauldre par Malesherbes. La totalité de la section dans le Loiret, reliant Malesherbes à Cerdon, a été transférée au département du Loiret par arrêté du 22 décembre 1972.  En 2014, elle supporte dans la section traversant la commune un trafic de 2 186 véhicules/jour.
La RD 909 (987 véhicules/jour) traverse le bourg et relie la commune à Combreux. La RD 114 (1 452 véhicules/jour) raccorde le carrefour du pont des Besniers à Nesploy. Enfin la RD 9 (846 véhicules/jour), qui relie Fay-aux-Loges à Auxy, traverse la partie nord-ouest de la commune.
Complétant ces voies, la commune est sillonnée de plusieurs voies communales et chemins ruraux  desservant ses fermes et hameaux et les bourgs environnants.

#### Transports en commun
En 2016, la commune est desservie par la ligne no 17 du réseau Ulys, le réseau interurbain de transport par autocar du Conseil départemental du Loiret. Cette ligne, qui relie Beaune-la-Rolande à Orléans, propose un nombre de dessertes variable en fonction des jours ouvrables de la semaine. Des correspondances SNCF sont assurées dans la gare d'Orléans. À compter du 1er janvier 2017, la compétence des services de transports routiers interurbains, réguliers et à la demande est transférée des départements aux régions, et donc localement du département du Loiret à la région Centre-Val de Loire, consécutivement à la loi NOTRe du 7 août 2015.

### Risques majeurs
La commune de Sury-aux-Bois est vulnérable à différents aléas naturels : climatiques (hiver exceptionnel ou canicule), mouvements de terrains ou sismique (sismicité très faible).
Elle est également exposée à un risque technologique : le risque de transport de matières dangereuses
.
Entre 1989 et 2019, trois arrêtés ministériels ayant porté reconnaissance de catastrophe naturelle ont été pris pour le territoire de la commune : deux pour des inondations et coulées de boues et un pour des mouvements de terrains.

#### Risques naturels
Le territoire de la commune peut être concerné par un risque d'effondrement de cavités souterraines non connues. Une cartographie départementale de l'inventaire des cavités souterraines et des désordres de surface a été réalisée. Il a été recensé sur la commune plusieurs effondrements de cavités.
Par ailleurs le sol du territoire communal peut faire l'objet de mouvements de terrain liés à la sècheresse. Le phénomène de retrait-gonflement des argiles est la conséquence d'un changement d'humidité des sols argileux. Les argiles sont capables de fixer l'eau disponible mais aussi de la perdre en se rétractant en cas de sècheresse. Ce phénomène peut provoquer des dégâts très importants sur les constructions (fissures, déformations des ouvertures) pouvant rendre inhabitables certains locaux. Celui-ci a particulièrement affecté le Loiret après la canicule de l'été 2003. Une grande partie ouest du territoire de la commune, englobant le bourg, est exposée à un aléa « fort » face à ce risque, selon l'échelle définie par le Bureau de recherches géologiques et minières (BRGM).
Depuis le 22 octobre 2010, la France dispose d’un nouveau zonage sismique divisant le territoire national en cinq zones de sismicité croissante. La commune, à l’instar de l’ensemble du département, est concernée par un risque très faible.

#### Risques technologiques
La commune est exposée au risque de transport de matières dangereuses, en raison du passage sur son territoire d'itinéraires routiers structurants supportant un fort trafic (la route départementale D2060),.

## Politique et administration

### Découpage territorial

#### Bloc communal: commune et intercommunalités
La paroisse de Sury aux Bois acquiert le statut de municipalité avec le décret du 12 novembre 1789 de l'Assemblée Nationale puis celui de « commune », au sens de l'administration territoriale actuelle, par le décret de la Convention nationale du 10 brumaire an II (31 octobre 1793). Il faut toutefois attendre la loi du 5 avril 1884 sur l'organisation municipale pour qu'un régime juridique uniforme soit défini pour toutes les communes de France, point de départ de l’affirmation progressive des communes face au pouvoir central.
Aucun événement de restructuration majeure du territoire, de type suppression, cession ou réception de territoire, n'a affecté la commune depuis sa création.
La commune est membre de la Communauté de communes des Loges depuis sa création le 24 décembre 1996.

#### Personnalités élues par circonscription électorale de rattachement
Au-delà du maire, premier magistrat administrant la commune, les personnalités élues dont le mandat est relatif à une collectivité à laquelle est rattachée la commune de Sury-aux-Bois et représentant donc le territoire communal au sein de chacune de ces collectivités sont les suivantes :
| Élections       | Élections                     | Circonscription électorale       | Élu de la circonscription       | Élu de la circonscription | Élu de la circonscription | Élu de la circonscription |
| Niveau          | Type                          | Circonscription électorale       | Titre                           | Nom                       | Début de mandat           | Fin de mandat             |
| --------------- | ----------------------------- | -------------------------------- | ------------------------------- | ------------------------- | ------------------------- | ------------------------- |
| Groupe communal | Municipales et communautaires | Commune de Sury-aux-Bois         | Maire                           | Françoise Hébert          | 2014                      | 2020                      |
| Groupe communal | Municipales et communautaires | Communauté de communes des Loges | Président de l'intercommunalité | Jean-Pierre Garnier       | 2014                      | 2020                      |
| Département     | Départementales               | Canton de Châteauneuf-sur-Loire  | Conseillère départementale      | Florence Galzin           | 29 mars 2015              | 2021                      |
| Département     | Départementales               | Canton de Châteauneuf-sur-Loire  | Conseiller départemental        | Philippe Vacher           | 29 mars 2015              | 2021                      |
| Région          | Régionales                    | Région Centre-Val de Loire       | Président du conseil régional   | François Bonneau          | 18 décembre 2015          | 2021                      |
| Pays            | Législatives                  | 6e circonscription               | Député                          | Richard Ramos             | 18 juin 2017              | juin 2022                 |

#### Circonscriptions de rattachement
Sous l'Ancien Régime, à la veille des États généraux de 1789, la paroisse de Sury aux Bois était rattachée sur le plan ecclésiastique à l'ancien diocèse d'Orléans, sur le plan judiciaire au bailliage d'Orléans, sur le plan militaire au gouvernement d'Orléans et sur le plan administratif à la généralité d'Orléans, élection d'Orléans.
La loi du 22 décembre 1789 divise le pays en 83 départements découpés chacun en six à neuf districts eux-mêmes découpés en cantons regroupant des communes. Les districts, tout comme les départements, sont le siège d’une administration d’État et constituent à ce titre des circonscriptions administratives. La commune de Sury aux Bois est alors incluse dans le canton de Vitry-aux-Loges, le district de Boiscommun et le département du Loiret.
La recherche d’un équilibre entre la volonté d’organiser une administration dont les cadres permettent l’exécution et le contrôle des lois d’une part, et la volonté d’accorder une certaine autonomie aux collectivités de base (paroisses, bourgs, villes) d’autre part, s’étale de 1789 à 1838. Les découpages territoriaux évoluent ensuite au gré des réformes visant à décentraliser ou recentraliser l'action de l'État. La régionalisation fonctionnelle des services de l'État (1945-1971) aboutit à la création de régions. L'acte I de la décentralisation de 1982-1983 constitue une étape importante en donnant l'autonomie aux collectivités territoriales, régions, départements et communes. L'acte II intervient en 2003-2006, puis l'acte III en 2012-2015.
Le tableau suivant présente les rattachements, au niveau infra-départemental, de la commune de Sury-aux-Bois aux différentes circonscriptions administratives et électorales ainsi que l'historique de l'évolution de leurs territoires.
| Circonscription             | Nom                   | Période   | Type                         | Évolution du découpage territorial |
| --------------------------- | --------------------- | --------- | ---------------------------- | --- |
| District                    | Boiscommun            | 1790-1795 | Administrative               | La commune est rattachée au district de Boiscommun de 1790 à 1795,. La Constitution du 5 fructidor an III, appliquée à partir de vendémiaire an IV (1795) supprime les districts, rouages administratifs liés à la Terreur, mais maintient les cantons qui acquièrent dès lors plus d'importance. |
| Canton                      | Vitry aux Loges       | 1790-1801 | Administrative et électorale | Le 10 février 1790, la municipalité de Sury aux Bois est rattachée au canton de Vitry aux Loges,. Les cantons sont supprimés, en tant que découpage administratif, par une loi du 26 juin 1793, et ne conservent qu'un rôle électoral. Ils permettent l’élection des électeurs du second degré chargés de désigner les députés. Les cantons acquièrent une fonction administrative avec la disparition des districts en 1795. |
| Canton                      | Châteauneuf           | 1801-2015 | Administrative et électorale | Sous le Consulat, un redécoupage territorial visant à réduire le nombre de justices de paix ramène le nombre de cantons dans le Loiret de 59 à 31. Sury aux Bois est alors rattachée par arrêté du 9 vendémiaire an X (30 septembre 1801) au canton de Châteauneuf, sous le nom de Sury-aux-Bois,. |
| Canton                      | Châteauneuf-sur-Loire | 2015-     | Électorale                   | La loi du 17 mai 2013 et ses décrets d'application publiés en février et mars 2014 introduisent un nouveau découpage territorial pour les élections départementales. La commune est alors rattachée au nouveau canton de Châteauneuf-sur-Loire. Depuis cette réforme, plus aucun service de l'État n'exerce sa compétence sur un territoire s'appuyant sur le nouveau découpage cantonal. Le canton a disparu en tant que circonscription administrative de l'État ; il est désormais uniquement une circonscription électorale dédiée à l'élection d'un binôme de conseillers départementaux siégeant au conseil départemental. |
| Arrondissement              | Orléans               | 1801-     | Administrative               | Sury-aux-Bois est rattachée à l'arrondissement d'Orléans depuis sa création en 1801,. |
| Circonscription législative | 6e circonscription    | 2010-     | Électorale                   | Lors du découpage législatif de 1986, le nombre de circonscriptions législatives passe dans le Loiret de 4 à 5. Un nouveau redécoupage intervient en 2010 avec la loi du 23 février 2010. En attribuant un siège de député « par tranche » de 125 000 habitants, le nombre de circonscriptions par département varie désormais de 1 à 21,. Dans le Loiret, le nombre de circonscriptions passe de cinq à six. Sury-aux-Bois, initialement rattachée à la troisième circonscription, est, après 2010, rattachée à la sixième circonscription.                                                                                     |

#### Collectivités de rattachement
La commune de Sury-aux-Bois est rattachée au département du Loiret et à la région Centre-Val de Loire, à la fois circonscriptions administratives de l'État et collectivités territoriales.

### Politique et administration municipales

#### Conseil municipal et maire
Depuis les élections municipales de 2014, le conseil municipal de Sury-aux-Bois, commune de moins de 1 000 habitants, est élu au scrutin majoritaire plurinominal à deux tours, les électeurs pouvant modifier les listes, panacher, ajouter ou supprimer des candidats sans que le vote soit nul, pour un mandat de six ans renouvelable. Il est composé de 15 membres. L'exécutif communal est constitué par le maire, élu par le conseil municipal, parmi ses membres, pour un mandat de six ans, c'est-à-dire pour la durée du mandat du conseil. Françoise Hébert est maire depuis 2014.
| Période                                  | Période      | Identité            | Étiquette | Qualité                             |
| ---------------------------------------- | ------------ | ------------------- | --------- | ----------------------------------- |
|                                          | mars 2008    | Jean-Jacques Gillot |           |                                     |
| mars 2008                                | 2014         | Annick Mondher      |           | Assistante dentaire                 |
| mars 2014                                | juillet 2020 | Danièle Marsal      |           | Retraitée salariée du secteur privé |
| juillet 2020                             | En cours     | Françoise Hébert,   |           | Ancienne cadre                      |
| Les données manquantes sont à compléter. |              |                     |           |                                     |

## Équipements et services

### Environnement

#### Gestion des déchets
En 2016, la commune est membre du SICTOM de la région de Châteauneuf-sur-Loire, créé en 1976. Celui-ci assure la collecte et le traitement des ordures ménagères résiduelles, des emballages ménagers recyclables et des encombrants en porte à porte et du verre en points d’apport volontaire. Un réseau de dix déchèteries accueille les encombrants et autres déchets spécifiques (déchets verts, déchets dangereux, gravats, ferraille, cartons…). Les déchèteries les plus proches sont situées sur les communes de Vitry-aux-Loges et Quiers-sur-Bezonde.L'élimination et la valorisation énergétique des déchets ménagers et de ceux issus de la collecte sélective sont effectuées par le SYCTOM de Gien-Châteauneuf-sur-Loire qui comprend un centre de transfert de déchets ménagers et un centre de stockage de déchets ultimes (CSDU) de classe II à Saint-Aignan-des-Gués ainsi qu'une usine d’incinération des ordures ménagères à Gien-Arrabloy.
Depuis le 1er janvier 2017, la « gestion des déchets ménagers » ne fait plus partie des compétences de la commune mais est une compétence obligatoire de la communauté de communes des Loges en application de la loi NOTRe du 7 août 2015.

#### Production et distribution d'eau
Le service public d’eau potable est une compétence obligatoire des communes depuis l’adoption de la loi du 30 décembre 2006 sur l’eau et les milieux aquatiques. Au 31 décembre 2016, la production et la distribution de l'eau potable sur le territoire communal sont assurées par le syndicat intercommunal d'alimentation en eau potable de Sury-aux-Bois - Châtenois - Combreux, un syndicat créé en 1969 desservant trois communes : Châtenoy, Combreux et Sury-aux-Bois, la commune elle-même.
La loi NOTRe du 7 août 2015 prévoit que le transfert des compétences « eau et assainissement » vers les communautés de communes sera obligatoire à compter du 1er janvier 2020. Le transfert d’une compétence entraîne  de  facto  la  mise  à disposition  gratuite  de  plein droit des biens, équipements et services publics utilisés, à la date du transfert, pour l'exercice de ces compétences et la substitution de la communauté dans les droits et obligations des communes,.

#### Assainissement
La compétence assainissement, qui recouvre obligatoirement la collecte, le transport et l’épuration des eaux usées, l’élimination des boues produites, ainsi que le contrôle des raccordements aux réseaux publics de collecte, est assurée par la commune elle-même.
La commune est raccordée à une station d'épuration située sur le territoire communal, mise en service le 1er janvier 1992 et dont la capacité nominale de traitement est de  150 EH, soit 18 m3/jour. Cet équipement utilise un procédé d'épuration de type lagunage naturel. Son exploitation est assurée par la commune,.
L’assainissement non collectif (ANC) désigne les installations individuelles de traitement des eaux domestiques qui ne sont pas desservies par un réseau public de collecte des eaux usées et qui doivent en conséquence traiter elles-mêmes leurs eaux usées avant de les rejeter dans le milieu naturel. En 2016, la communauté de communes des Loges assure le service public d'assainissement non collectif (SPANC), qui a pour mission de vérifier la bonne exécution des travaux de réalisation et de réhabilitation, ainsi que le bon fonctionnement et l’entretien des installations,.

## Population et société

### Démographie
L'évolution du nombre d'habitants est connue à travers les recensements de la population effectués dans la commune depuis 1793. Pour les communes de moins de 10 000 habitants, une enquête de recensement portant sur toute la population est réalisée tous les cinq ans, les populations de référence des années intermédiaires étant quant à elles estimées par interpolation ou extrapolation. Pour la commune, le premier recensement exhaustif entrant dans le cadre du nouveau dispositif a été réalisé en 2005.
En 2022, la commune comptait 775 habitants, en évolution de −2,39 % par rapport à 2016 (Loiret : +1,89 %, France hors Mayotte : +2,11 %).
| 1793 | 1800 | 1806 | 1821 | 1831 | 1836 | 1841 | 1846 | 1851 |
| ---- | ---- | ---- | ---- | ---- | ---- | ---- | ---- | ---- |
| 700  | 747  | 734  | 682  | 762  | 909  | 898  | 936  | 920  |

| 1856 | 1861 | 1866  | 1872  | 1876  | 1881  | 1886  | 1891  | 1896  |
| ---- | ---- | ----- | ----- | ----- | ----- | ----- | ----- | ----- |
| 960  | 956  | 1 005 | 1 077 | 1 064 | 1 054 | 1 026 | 1 042 | 1 001 |

| 1901 | 1906 | 1911 | 1921 | 1926 | 1931 | 1936 | 1946 | 1954 |
| ---- | ---- | ---- | ---- | ---- | ---- | ---- | ---- | ---- |
| 938  | 890  | 886  | 718  | 715  | 633  | 611  | 598  | 560  |

| 1962 | 1968 | 1975 | 1982 | 1990 | 1999 | 2005 | 2006 | 2010 |
| ---- | ---- | ---- | ---- | ---- | ---- | ---- | ---- | ---- |
| 475  | 421  | 387  | 392  | 433  | 508  | 679  | 689  | 787  |

| 2015 | 2020 | 2022 | - | - | - | - | - | - |
| ---- | ---- | ---- | - | - | - | - | - | - |
| 791  | 789  | 775  | - | - | - | - | - | - |

## Culture locale et patrimoine

### Lieux et monuments

#### Sites Natura 2000
Le réseau Natura 2000 est un réseau écologique européen de sites naturels d’intérêt écologique élaboré à partir des Directives « Habitats » et « Oiseaux ». Ce réseau est constitué de Zones Spéciales de Conservation (ZSC) et de Zones de Protection Spéciale (ZPS). Dans les zones de ce réseau, les États Membres s'engagent à maintenir dans un état de conservation favorable les types d'habitats et d'espèces concernés, par le biais de mesures réglementaires, administratives ou contractuelles. L'objectif est de promouvoir une gestion adaptée des habitats tout en tenant compte des exigences économiques, sociales et culturelles, ainsi que des particularités régionales et locales de chaque État Membre. Les activités humaines ne sont pas interdites, dès lors que celles-ci ne remettent pas en cause significativement l’état de conservation favorable des habitats et des espèces concernés,.
Un site Natura 2000 est présent sur le territoire communal de Sury-aux-Bois.
| Numéro    | Type | Nom             | Arrêté                      | Document d’objectifs   | Localisation                                                              |
| --------- | ---- | --------------- | --------------------------- | ---------------------- | ------------------------------------------------------------------------- |
| FR2410018 | ZPS  | Forêt d’Orléans | Arrêté du 23 décembre 2003. | Validé le 10 juin 2005 | Deux entités sont localisées dans les parties ouest et sud de la commune. |

Le site de la « forêt d'Orléans » s'étend du nord-est de l'agglomération orléanaise jusqu'aux portes de Gien, suivant un arc de cercle d'une soixantaine de kilomètres de long et d'une largeur variant de 2 à 15 km environ. Cet ensemble forestier quasi continu est majoritairement domanial. La forêt domaniale est constituée de trois massifs distincts, de l'ouest vers l'est, les massifs d'Orléans, Ingrannes et Lorris (communément considéré en deux sous-massifs : Lorris-Châteauneuf et Lorris-Châteauneuf-sur-Loire), en périphérie desquels se trouvent d'autres parcelles forestières. La surface globale des trois massifs domaniaux est de 34 500 hectares. D'une surface totale de 32 177 ha, le site est constitué de deux grandes entités couvrant la presque intégralité des massifs forestiers domaniaux d'Ingrannes et de Lorris. Ces deux grandes entités englobent également d'autres parcelles forestières, ainsi que des étangs, en périphérie, de même que la grande « clairière » de Sully-la-Chapelle, Ingrannes et Seichebrières incluse dans le massif d'Ingrannes. Ce site présente un grand intérêt ornithologique notamment avec la nidification du balbuzard pêcheur, de l'aigle botté, du circaète Jean-le-Blanc, de la bondrée apivore, du busard Saint-Martin, de l'engoulevent d'Europe, des pics noir, mar et cendré, de l'alouette lulu et de la fauvette pitchou. Les étangs constituent par ailleurs des sites d'étape migratoire importants pour différentes espèces.

#### Zones nationales d'intérêt écologique, faunistique et floristique

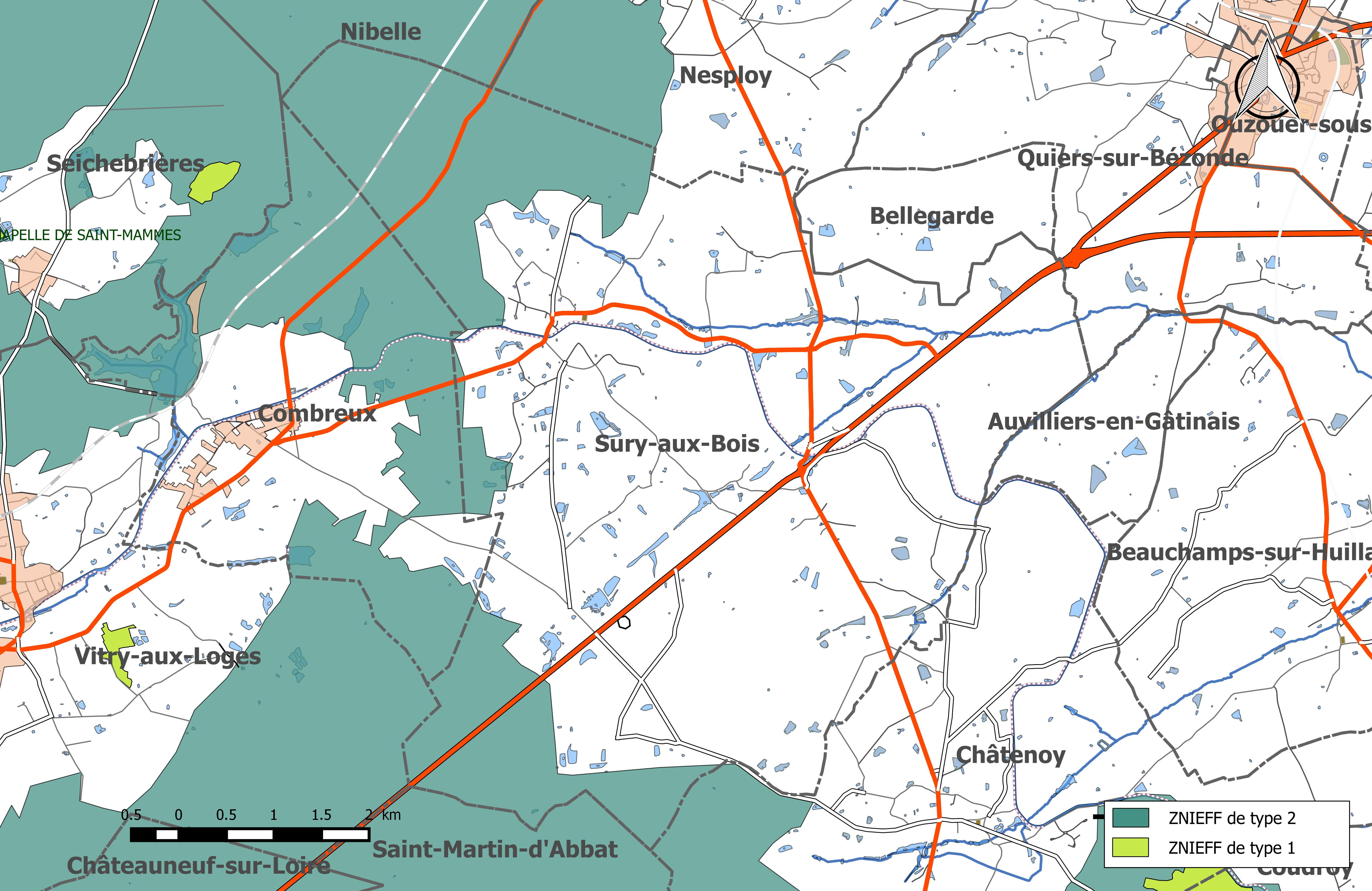
Carte des ZNIEFF de la commune et de ses abords.

L’inventaire des zones naturelles d'intérêt écologique, faunistique et floristique (ZNIEFF) a pour objectif de réaliser une couverture des zones les plus intéressantes sur le plan écologique, essentiellement dans la perspective d’améliorer la connaissance du patrimoine naturel national et de fournir aux différents décideurs un outil d’aide à la prise en compte de l’environnement dans l’aménagement du territoire. Le territoire communal de Sury-aux-Bois comprend une ZNIEFF de type 2, dénommée
« Massif forestier d'Orléans ». D'une superficie de 36 086 hectares, elle s'étend sur 37 communes, dont Sury-aux-Bois, et se superpose pour la commune à la zone Natura 2000 de même nom. Son altitude varie entre 126 et 174 m. La forêt d'Orléans repose pour l'essentiel sur des terrains de nature comparable à celle des terrains de la Sologne (Burdigalien) épandus sur le coteau de Beauce. Les formations végétales sont donc plutôt acidoclines à acidiphiles avec des secteurs secs et d'autres très humides. L'intérêt dépasse les contours complexes du massif domanial et s'étend  également aux lisières et
enclaves privées qui le prolongent.

### Personnalités liées à la commune
- Jacques-Martin Berthelot (1799 - 1864), médecin, y est né.

### Héraldique
| Blason de Sury-aux-Bois | Les armes de Sury-aux-Bois se blasonnent ainsi : Gironné d'argent et d'azur, chaque giron d'azur chargé d'une fleur de lys aussi d'argent. |

## Cadre de vie
La commune est située dans la zone de protection spéciale forêt d'Orléans du réseau Natura 2000.